# جيف فرانكور
جيف فرانكور (بالإنجليزية: Jeff Francoeur)‏ هو لاعب كرة قاعدة أمريكي، ولد في 8 يناير 1984 في أتلانتا في الولايات المتحدة.

## وصلات خارجية
- جيف فرانكور على موقع دوري كرة القاعدة الرئيسي (الإنجليزية)
- جيف فرانكور على موقعبيزبول رفرنس.كوم (الدوري الرئيسي) (الإنجليزية)
- جيف فرانكور على موقعبيزبول رفرنس.كوم (الدوري الثانوي) (الإنجليزية)
- جيف فرانكور على موقع إي إس بي إن.كوم (أم.أل.بي) (الإنجليزية)
- جيف فرانكور على موقع مشجعي الرسوم البيانية (الإنجليزية)